# Zinklepelblad
Zinklepelblad (Cochlearia pyrenaica) is een overblijvende plant uit de kruisbloemenfamilie (Brassicaceae).  De soort komt van nature voor in West- en Midden-Europa en is inheems in Wallonië. Het aantal chromosomen is 2n = 12.
De plant wordt 10-40 cm hoog en heeft een kale stengel. De gesteelde, enigszins vlezige wortelbladeren zijn niervormig met een hartvormige voet en 1,2-4,5 cm breed. De bovenste, hartvormige, zittende, enigszins vlezige stengelbladeren zijn tot 2,5cm lang en stengelomvattend.
Zink lepelblad bloeit vanaf april tot in juli met witte bloemen. De bloeiwijze is een tot 20 cm lange tros. De groene kelkbladen zijn 2-3 mm en de witte kroonbladen 4-8 mm lang met een korte nagel. Er zijn zes meeldraden, waarvan vier langer en allen met gebogen helmdraden.
De elliptische of eivormige vrucht is een tot 2,2 cm lang hauwtje, dat aan beide zijden taps toeloopt. De snavel is 0,3-0,5 mm lang. De zaden zijn 1,5-2,2 mm groot.

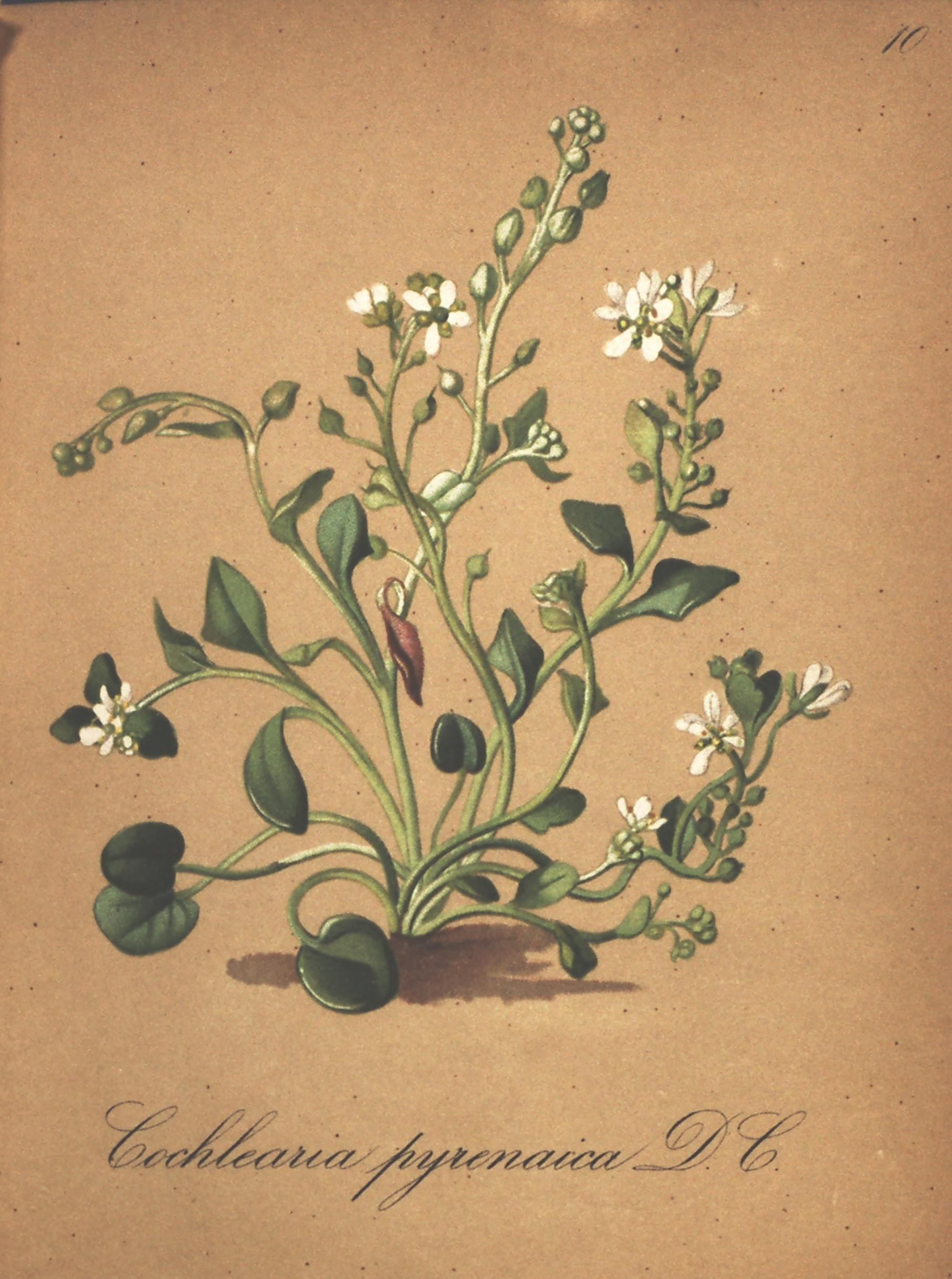
Illustratie
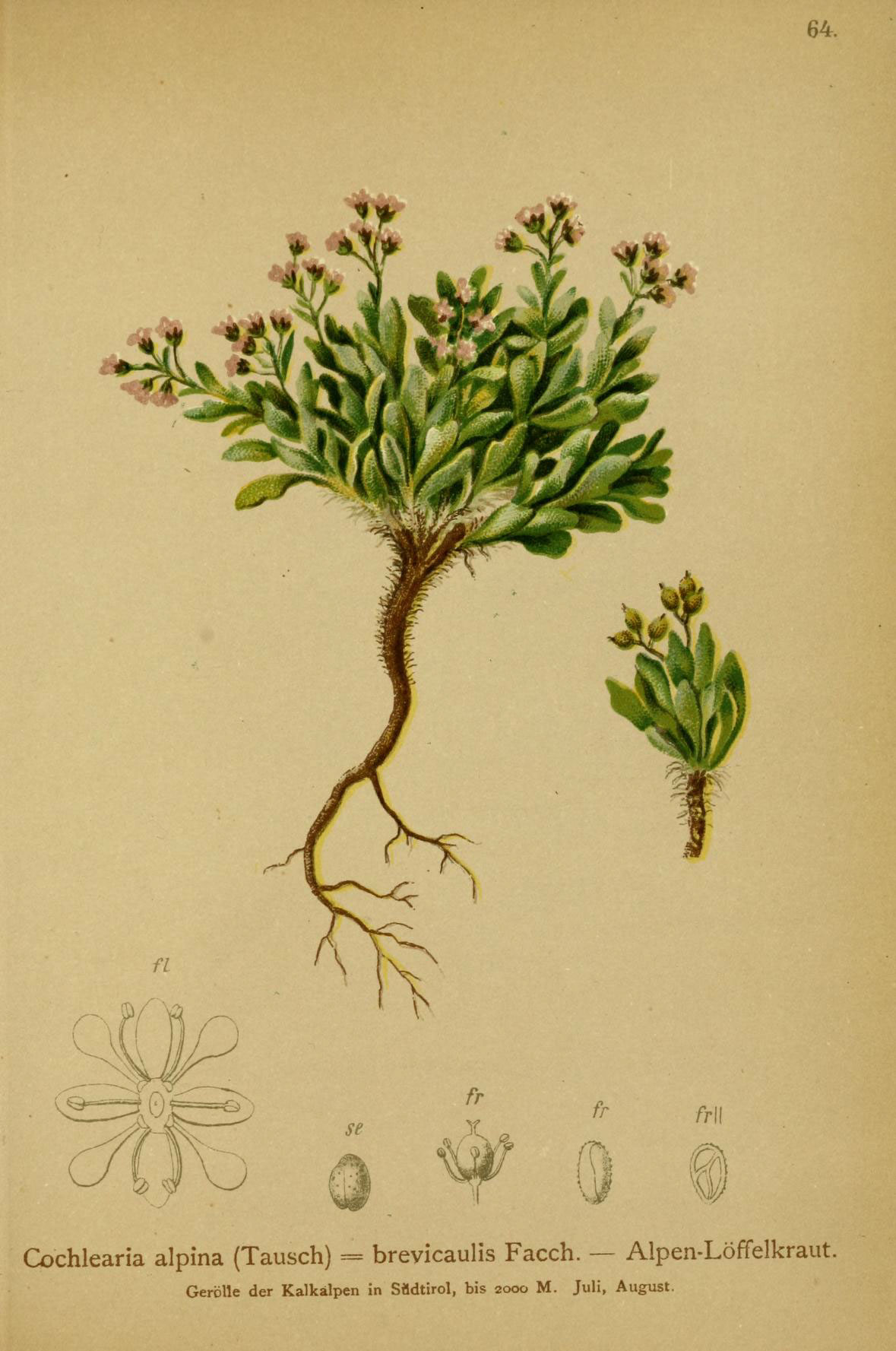
Illustratie
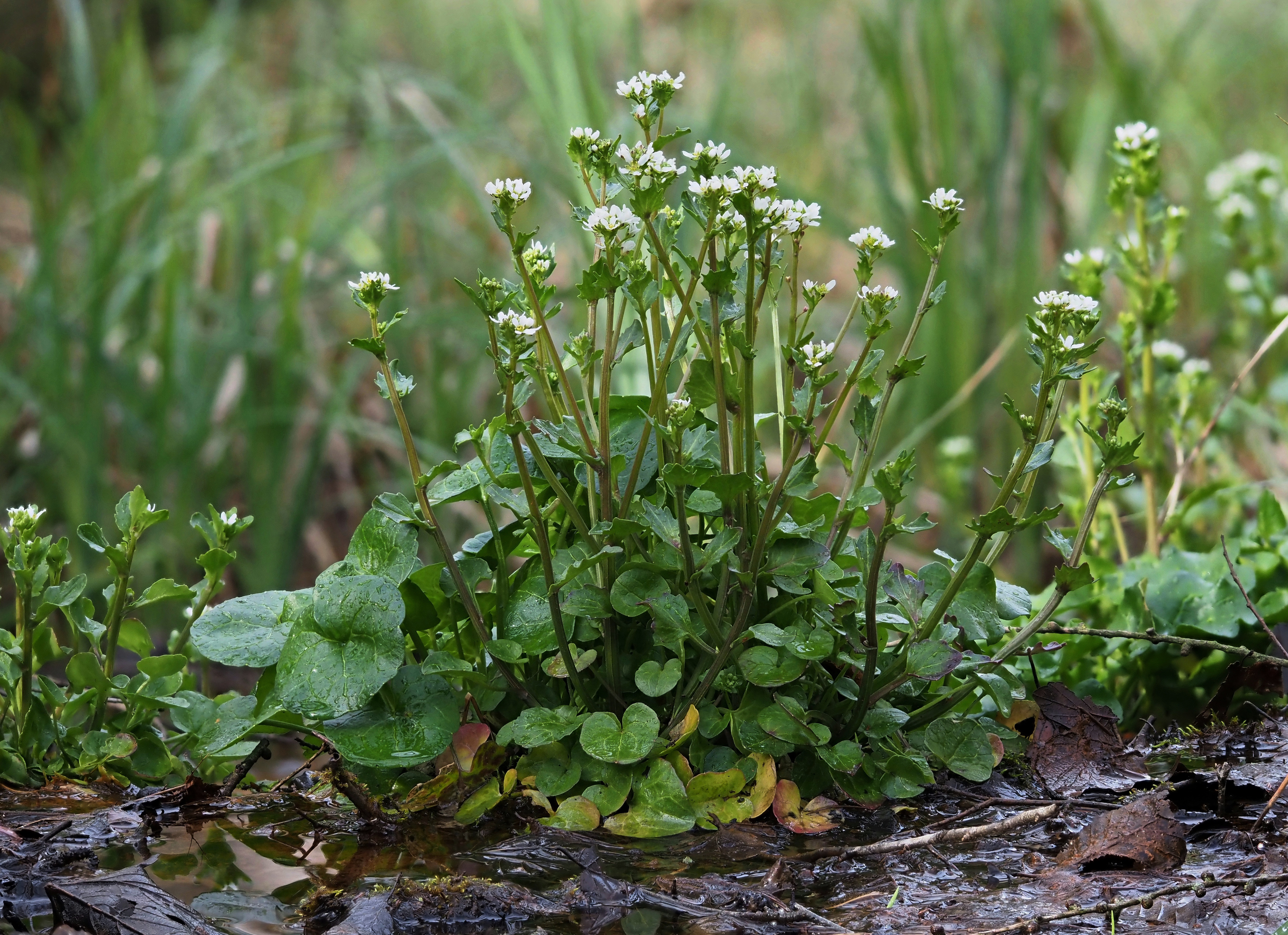
Plant
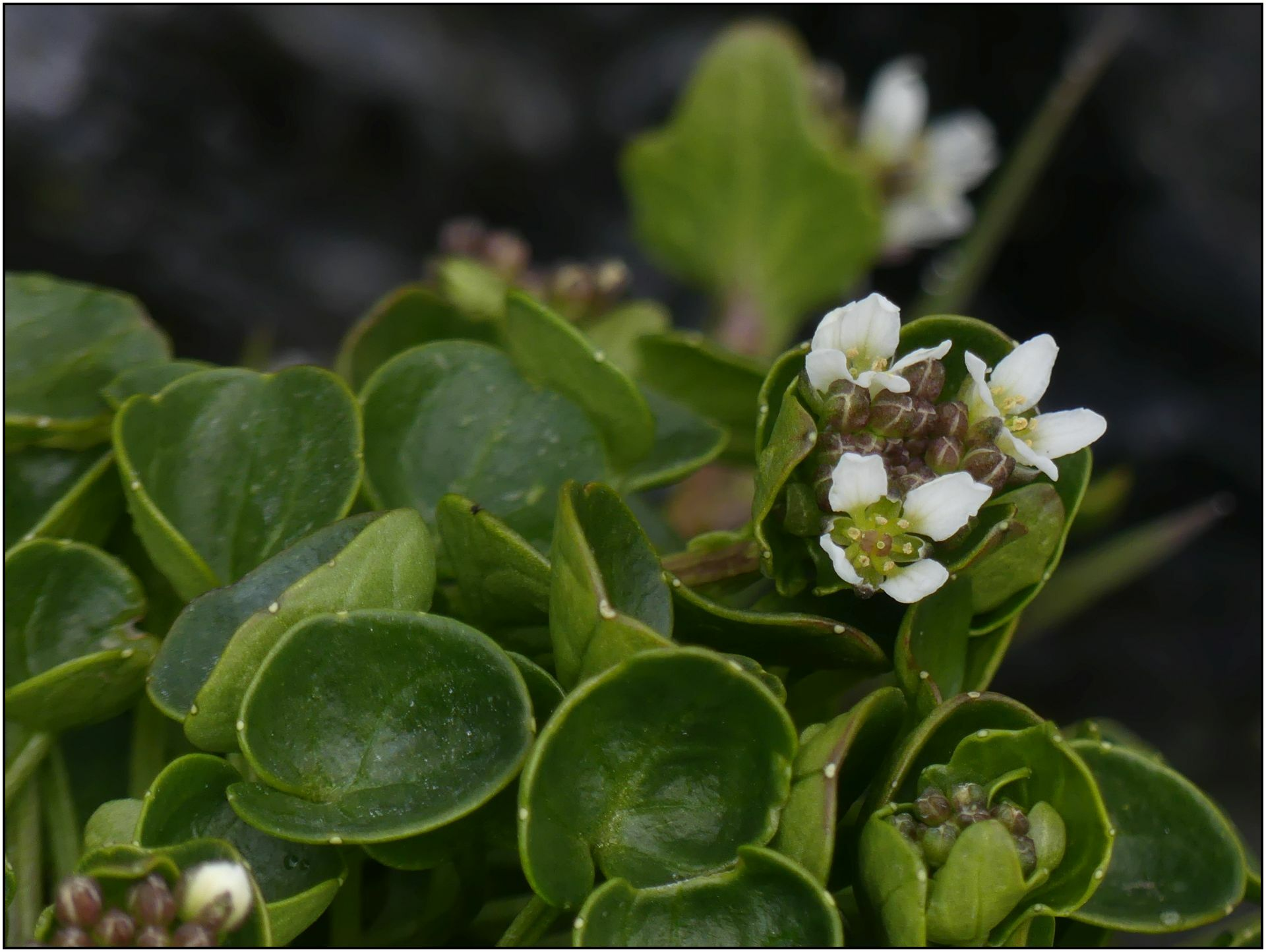
Blad

Zink lepelblad komt voor op natte, zinkhoudende of kalkrijke grond op bospaden, langs waterkanten en op stenige plaatsen.